# Tranvía de Atenas
El tranvía de Atenas es un sistema de transporte público de la ciudad de Atenas, la capital de Grecia. Se inauguró el 19 de julio de 2004 con motivo de los Juegos Olímpicos de 2004. La red cuenta con 3 líneas, 48 estaciones y 27 km.

## Proyectos de desarrollo
El 14 de enero de 2013, Attiko Metro y la empresa de obras públicas Themeli firmaron el contrato para la ampliación de la red para el puerto del Pireo por un monto estimado en 61 millones de euros. El proyecto prevé una extensión de 5,6 kilómetros con 12 nuevas estaciones entre la terminal de Neo Faliro y el puerto del Pireo. La puesta en servicio está prevista para el año 2015.
- Datos: Q252135
- Multimedia: Trams in Athens / Q252135